# Propaganda na Białorusi
Propaganda na Białorusi – szereg metod i działań dezinformacyjnych podejmowanych przez podmioty działające w Republice Białorusi na rzecz realizacji celów państwa w polityce wewnętrznej i międzynarodowej.
Jako zadania białoruskiej propagandy wskazuje się m.in. konsolidację społeczeństwa wobec rzekomego zagrożenia militarnego ze strony NATO, zastraszenie obywateli ryzykiem utraty stabilności państwa, budowanie poczucia zagrożenia wobec państw zachodnich, jako dążących do obalenia władz Białorusi. Jednym ze stałych elementów przekazu jest podkreślanie stabilności i bezpieczeństwa w kontraście wobec sytuacji na Ukrainie po zwycięstwie Euromajdanu i zakończeniu rządów Wiktora Janukowycza. Od początku rządów Aleksandra Łukaszenki, który sprawuje władzę nieprzerwanie od 1994 roku, charakterystyczne jest podkreślanie szczególnej roli prezydenta, w tym oskarżanie państw zachodnich o usiłowanie obalenia go za pomocą siły. Kwestia stosowania działań propagandowych oraz cenzury była podnoszona przez część dziennikarzy (w tym mediów państwowych) w trakcie protestów społecznych w 2020 roku.

## Przykładowe działania
Wśród przykładów działania propagandy białoruskiej można wymienić między innymi:
- dezawuowanie ugrupowań i ruchów opozycyjnych wobec Aleksandra Łukaszenki i oskarżanie ich o działalność antypaństwową[5];
- nawiązywanie do historiografii i propagandy radzieckiej, czego przykładem jest wprowadzenie w 2021 Dnia Jedności Narodowej obchodzonego w dniu sowieckiej inwazji na Polskę[6];
- podkreślanie rzekomo dobrej sytuacji gospodarczej Białorusi na tle państw sąsiednich[7];
- budowanie wizerunku prezydenta Łukaszenki jako dobrego gospodarza i ojca narodu[8], a także ocieplanie jego wizerunku poprzez np. wykorzystywanie spotkań z zachodnimi aktorami[9][10][11];
- oskarżanie Kościoła Katolickiego o faszyzm oraz działalność agenturalną na rzecz Polski[12][13];
- budowanie przekazu o niszczeniu cmentarzy radzieckich w krajach europejskich przy jednoczesnym organizowaniu akcji dewastowania grobów żołnierzy Armii Krajowej[14].

## Działania wobec Polski
Szczególne nasilenie działań propagandy białoruskiej wobec Polski obserwowano w trakcie kryzysu migracyjnego na granicy między Białorusią a Unią Europejską. Polskę (wraz z Litwą) oskarżano wówczas o przygotowywanie interwencji zbrojnej na Białorusi, chęć uzyskania zdobyczy terytorialnych oraz agresywne działania podejmowane na zlecenie Stanów Zjednoczonych. Polskę oskarżono także o ingerowanie w wewnętrzne sprawy Białorusi, w tym inspirowanie masowych antyrządowych protestów Białorusinów. Działania te służyć miały m.in. osłabianiu wiarygodności i wizerunku Polski na arenie międzynarodowej, pogłębianiu chaosu informacyjnego oraz budowania poczucia nieufności w społeczeństwie polskim. Szczególnym przykładem było też wykorzystanie osoby Emila Czeczki (dezertera z Wojska Polskiego). Część podejmowanych wobec Polski działań była zbieżna z nasiloną wówczas propagandą rosyjską. W listopadzie 2022 stojący na czele białoruskiego KGB Iwan Tertel oznajmił, że Stany Zjednoczone planują uderzenie na Białoruś z terytorium Polski, wskazując przy tym jednak na amerykańską jednostkę, która stacjonuje na terytorium Rumunii. Z kolei w maju 2024 białoruska propaganda wykorzystała wyjazd sędziego wojewódzkiego sądu administracyjnego Tomasza Szmydta, który w białoruskich mediach zaatakował politykę kolejnych polskich rządów wobec Rosji i Białorusi.